# OCP Software
 (janvier 2022).
Si vous disposez d'ouvrages ou d'articles de référence ou si vous connaissez des sites web de qualité traitant du thème abordé ici, merci de compléter l'article en donnant les références utiles à sa vérifiabilité et en les liant à la section « Notes et références ».
OCP Software Inc est un éditeur brésilien de logiciels d'utilitaires pour les PDA sous Windows Mobile.

## Produits

### WinCE CAB Manager
WinCE CAB Manager est un logiciel permettant d'éditer les fichiers CAB générés par Visual Studio pour les PDA en Windows Mobile.